# François-Ulrich Vaucher
François-Ulrich Vaucher (Fleurier,  Neuchâtel, 30 de maio de 1807 — Genebra, 23 de junho de 1867) foi um médico, arquitecto e político suíço. Passou grande parte da sua vida activa em Genebra.
Como médico distingui-se pelo trabalho conjunto com  Carmona, G.; Hoffmeyer, Pierre; Herrmann, François sobre Grande amputação dos membros nas pessoas idosas .
Como homem político fez parte do conselho administrativo da Ville de Genève entre 1843 e 1862 .
Em 1829 a Société des Bergues tomou a decisão de construir um Grande Hotel destinado a ser o fleuron do novo quai des Bergues, pelo que ela abriu concurso. Foi um jovem arquitecto lionês A. Miciol (1804-1876), que se classificou primeiro, mas foi o ele, François-Ulrich Vaucher, de uma família de arquitectos bem conhecidos originários de Neuchâtel, que dirigiu a sua construção com umas dimensões importantes para a época. O projecto foi naturalmente submetido à aprovação do General Dufour e provavelmente também à de Samuel Vaucher-Crémieux arquitecto com renome e com o qual Dufour já havia trabalhado. As despesas prevista eram 300 000 francos suíços mas a construção acabou por ficar em 1 100 000 florins, ou sejam 500 000 francos suíços .